# Вајгенхајм
Вајгенхајм (њем. Weigenheim) општина је у њемачкој савезној држави Баварска. Једно је од 38 општинских средишта округа Нојштат ан дер Ајш-Бад Виндсхајм. Према процјени из 2010. у општини је живјело 1.021 становника. Посједује регионалну шифру (AGS) 9575179.

## Географски и демографски подаци
Вајгенхајм се налази у савезној држави Баварска у округу Нојштат ан дер Ајш-Бад Виндсхајм. Општина се налази на надморској висини од 332 метра. Површина општине износи 32,6 km². У самом мјесту је, према процјени из 2010. године, живјело 1.021 становника. Просјечна густина становништва износи 31 становника/km².

## Међународна сарадња
| Мјесто     | Држава    | Врста сарадње | Од    |
| ---------- | --------- | ------------- | ----- |
|            | Пољска    | партнерство   | 2006. |
|            | Француска | партнерство   | 2000. |
| Пратовекио | Италија   | партнерство   | 1981. |
| Извор      |           |               |       |